# フラカン、二十代の記録 -Flower Companyz Twenties Records-
『フラカン、二十代の記録 -Flower Companyz Twenties Records-』（フラカン、にじゅうだいのきろく-フラワーカンパニーズ・トゥエンティーズ・レコーズ-）は2020年4月1日に発売されたフラワーカンパニーズの映像作品である。

## 概要
フラワーカンパニーズのメンバーが20代の時期にVHSでリリースされた3本のライブ・ビデオ作品（現在全て廃盤）を、デジタルリマスター化し収録。そのほか、特典映像として1999年2月28日に渋谷公会堂で行われたライブ映像から3曲が収録されている。Blu-ray Disc2枚組。

## 収録作品

### Blu-ray Disc1
1. 「地下室からこんにちは」（1997.3.21 発売）
2. 「Mammoth Club Circuit」（1998.9.9 発売）

### Blu-ray Disc2
1. 「Live West & East」（1999.3.20 発売）
2. 特典映像「1999.2.28 渋谷公会堂」ーSPACE SHOWER TV ROCKS presents フラワーカンパニーズ SPECIAL “Prunes & Custard”よりー　「台風8号」「夜明け」「小さな巨人」